# ماه آتش
ماه آتش یک مجموعه تلویزیونی محصول سال ۱۳۷۷ به کارگردانی اسماعیل میهن‌دوست، نویسندگی محسن دامادی و تهیه‌کنندگی غلامرضا میرزاصادقی و اصغر زائری می‌باشد که در دهه فجر ۱۳۷۷ از شبکه ۱ پخش شد.

## خلاصه داستان
ابوالفضل سمیعی دبیر بازنشسته ای است که در دوران جوانی به علت فعالیتهای سیاسی به زندان رفته بود. او پس از آزادی دیگر تمایلی به مبارزات سیاسی ندارد اما او با آشنایی با مرتضی که درگیر مبارزه با رژیم طاغوت است، متحول شده و حاضر به همکاری با وی می‌شود

## بازیگران
- گیتی معینی
- آرام بلالی
- آزیتا لاچینی
- اسفندیار یگانه
- بهاالدین کاظمی
- پوراندخت مهیمن
- حسین چنگی
- رضا بابک
- شهرزاد عبدالمجید
- علی طالب‌لو
- علی یعقوب‌زاده
- علیرضا آلادین
- فیروز بهجت‌محمدی
- مجید فروغی
- محمدرضا نوروزی
- محمود زاج‌فروش
- ملیحه نظری